# اوتو ورنیکه
اوتو ورنیکه (آلمانی: Otto Wernicke; ۳۰ سپتامبر ۱۸۹۳ – ۷ نوامبر ۱۹۶۵) هنرپیشه اهل آلمان بود.
از فیلم‌ها یا برنامه‌های تلویزیونی که وی در آن نقش داشته‌است می‌توان به عروس معاوضه‌شده، ام، تایتانیک، تونل، پیر گینت، و ناک‌اوت اشاره کرد.